# Hong Sok-ung
Hong Sok-ung (* 24. dubna 1989) je korejský zápasník–judista.

## Sportovní kariéra
Připravuje se na univerzitě v Jonginu. Na mezinárodní scéně se pohybuje od roku 2010 v polostřední váze do 81 kg. V roce 2012 se kvalifikoval na olympijské hry v Londýně, ale v korejské olympijské nominaci dostal přednost mistr světa Kim Če-pom. V roce 2013 soutěžil o post reprezentační jedničky s I Sung-suem a po příchodu Wang Ki-čchuna do polostřední váhy se v reprezentaci neprosazuje. V roce 2016 se na olympijské hry v Riu nekvalifikoval.

### Vítězství
- 2011 - 2x světový pohár (Ulánbátar, Čedžu)
- 2012 - 1x světový pohár (Čedžu)

## Výsledky
| Turnaj            | 2011             | 2012             | 2013             |
| Turnaj            | 22               | 23               | 24               |
| Turnaj            | polostřední váha | polostřední váha | polostřední váha |
| ----------------- | ---------------- | ---------------- | ---------------- |
| Olympijské hry    |                  | —                |                  |
| Mistrovství světa | —                |                  | úč.              |
| Mistrovství Asie  | —                | —                | 1.               |
| Univerziáda       | 5.               |                  | —                |